# Fenomen de veu electrònica
El fenomen de veu electrònica o psicofonia consisteix en sons que queden enregistrats en gravadores d'àudio i que sovint són interpretats com a veus dels morts.